# Shinjuku Nomura Building
Il Shinjuku Nomura Building (新宿野村ビルディング?, Shinjuku Nomura Birudingu) è un grattacielo situato nel Nishi-Shinjuku quartiere degli affari a Shinjuku, Tokyo, Giappone.

## Caratteristiche
La torre, alta 209 metri e con 55 piani, è uno degli edifici più alti del paese. Completato nel 1978, l'edificio presenta un ponte di osservazione gratuito all'ultimo piano.
Keihin Corporation, un produttore di componenti automobilistici, ha la sua sede globale nell'edificio.